# Diadegma ishiyamanum
Diadegma ishiyamanum är en stekelart som först beskrevs av Tohru Uchida 1928.  Diadegma ishiyamanum ingår i släktet Diadegma och familjen brokparasitsteklar. Inga underarter finns listade i Catalogue of Life.